# Leonardo Capezzi
Leonardo Capezzi (Figline Valdarno, 29 marzo 1995) è un calciatore italiano, centrocampista della Carrarese.

## Caratteristiche tecniche
Centrocampista completo, in grado di svolgere entrambe le fasi di gioco. Forte fisicamente, dotato di corsa e di una buona tecnica individuale, si distingue per l'abilità negli inserimenti, il senso del goal e per la freddezza dal dischetto.

## Carriera

### Club

#### Gli inizi: Fiorentina e Varese
Muove i suoi primi passi nella Sangiovannese. Nel 2008 entra nel settore giovanile della Fiorentina.
Il 7 novembre 2013 in occasione di Pandurii-Fiorentina (1-2), partita valida per la fase a gironi di UEFA Europa League, debutta in Prima squadra subentrando all'80' al posto di Facundo Roncaglia.
Il 1º settembre 2014 viene ceduto in prestito con diritto di riscatto al Varese, in Serie B. Esordisce con i Bosini il 20 settembre, durante la quarta giornata di Campionato, nella sconfitta per 4 a 0 contro la Pro Vercelli. Il primo gol da professionista è invece avvenuto una settimana dopo, il 27 settembre, nella vittoria per 5 a 2 ai danni del Trapani. Si replica il 31 gennaio 2015 a Lanciano, rete che consente ai biancorossi di vincere 2 a 1 contro la squadra locale. Termina l'annata - conclusa con la retrocessione dei lombardi - con 37 presenze (di cui una in Coppa Italia contro la Lazio) e 2 reti, rendendosi autore di un'ottima stagione.

#### Crotone
Il 18 agosto 2015 passa in prestito con diritto di riscatto e controriscatto a favore della società gigliata, al Crotone. L'annata lo vede protagonista ed artefice, insieme ai compagni, della prima storica promozione della squadra calabrese in Serie A, infatti gioca 32 gare di Campionato e mette a segno altri 2 gol: il primo il 17 ottobre ai danni del Livorno (vittoria per 3-0) ed il secondo nel successo in trasferta per 2 a 1 contro la Virtus Entella.
A fine stagione il Crotone decide di riscattare il cartellino del giocatore per 800.000 euro. La Fiorentina, a sorpresa, non usufruisce del diritto di controriscatto attirando critiche da parte dei tifosi gigliati. Il 28 agosto debutta in Serie A subentrando nel corso del secondo tempo della sfida persa in casa per 3-1 contro il Genoa.

#### Sampdoria e prestiti a Empoli e Albacete
Il 29 agosto 2016 la Sampdoria ne comunica l'acquisto a titolo definitivo dal Crotone con il contestuale prestito fino al termine della stagione allo stesso club pitagorico. Il costo dell'operazione si aggira sul milione di euro'. Nell'estate 2017 è aggregato alla rosa blucerchiata per la preparazione precampionato. Esordisce alla sesta giornata, nella vittoria per 2-0 contro il Milan subentrando a Praet al 90º minuto.
Tuttavia alla Samp non trova molto spazio (complice la presenza di Lucas Torreira nel suo ruolo), indi per cui il 3 agosto 2018 viene ceduto in prestito al neopromosso Empoli. Con i toscani parte titolare, salvo poi perdere il posto a partire da ottobre.
Il 2 settembre 2019 viene ceduto ancora in prestito, questa volta all'Albacete nella seconda serie spagnola.

#### Salernitana
Il 31 gennaio 2020, dopo avere giocato 9 partite con il club iberico tra campionato e coppe, viene ceduto in prestito alla Salernitana in Serie B.
Il 29 settembre 2020 fa ritorno alla Salernitana, questa volta a titolo definitivo.
Con i granata vincerà il suo secondo campionato di Serie B.
Con i campani milita per un altro anno e mezzo in Serie A senza trovare molto spazio.

#### Perugia
Il 30 gennaio 2023 viene ceduto a titolo definitivo al Perugia.

### Nazionale
Ha giocato in varie nazionali giovanili azzurre, a partire dall'Under-16, vestendo in varie occasioni la fascia di capitano. Nel 2015 prende parte con l'Under-20 - sotto la guida di Evani - al Torneo Quattro Nazioni.
Esordisce con la Nazionale Under-21 il 2 giugno 2016, nella partita amichevole persa 1-0 contro la Francia disputata a Venezia.

## Statistiche

### Presenze e reti nei club
Statistiche aggiornate al 13 maggio 2025.
| Stagione           | Squadra            | Campionato         | Campionato | Campionato | Coppe nazionali | Coppe nazionali | Coppe nazionali | Coppe continentali | Coppe continentali | Coppe continentali | Altre coppe | Altre coppe | Altre coppe | Totale | Totale |
| Stagione           | Squadra            | Comp               | Pres       | Reti       | Comp            | Pres            | Reti            | Comp               | Pres               | Reti               | Comp        | Pres        | Reti        | Pres   | Reti   |
| ------------------ | ------------------ | ------------------ | ---------- | ---------- | --------------- | --------------- | --------------- | ------------------ | ------------------ | ------------------ | ----------- | ----------- | ----------- | ------ | ------ |
| 2013-2014          | Fiorentina         | A                  | 0          | 0          | CI              | 0               | 0               | UEL                | 1                  | 0                  | -           | -           | -           | 1      | 0      |
| 2014-2015          | Varese             | B                  | 36         | 2          | CI              | 1               | 0               | -                  | -                  | -                  | -           | -           | -           | 37     | 2      |
| 2015-2016          | Crotone            | B                  | 32         | 2          | CI              | 0               | 0               | -                  | -                  | -                  | -           | -           | -           | 32     | 2      |
| 2016-2017          | Crotone            | A                  | 25         | 0          | CI              | 1               | 0               | -                  | -                  | -                  | -           | -           | -           | 26     | 0      |
| Totale Crotone     | Totale Crotone     | Totale Crotone     | 57         | 2          |                 | 1               | 0               |                    | -                  | -                  |             | -           | -           | 58     | 2      |
| 2017-2018          | Sampdoria          | A                  | 6          | 0          | CI              | 2               | 0               | -                  | -                  | -                  | -           | -           | -           | 8      | 0      |
| 2018-2019          | Empoli             | A                  | 12         | 0          | CI              | 1               | 0               | -                  | -                  | -                  | -           | -           | -           | 13     | 0      |
| 2019-gen. 2020     | Albacete           | SD                 | 7          | 0          | CR              | 2               | 0               | -                  | -                  | -                  | -           | -           | -           | 9      | 0      |
| gen.-giu. 2020     | Salernitana        | B                  | 7          | 0          | CI              | 0               | 0               | -                  | -                  | -                  | -           | -           | -           | 7      | 0      |
| 2020-2021          | Salernitana        | B                  | 32         | 1          | CI              | 2               | 1               | -                  | -                  | -                  | -           | -           | -           | 34     | 2      |
| 2021-2022          | Salernitana        | A                  | 5          | 0          | CI              | 1               | 0               | -                  | -                  | -                  | -           | -           | -           | 6      | 0      |
| 2022-gen. 2023     | Salernitana        | A                  | 0          | 0          | CI              | 1               | 0               | -                  | -                  | -                  | -           | -           | -           | 1      | 0      |
| Totale Salernitana | Totale Salernitana | Totale Salernitana | 44         | 1          |                 | 4               | 1               |                    | -                  | -                  |             | -           | -           | 48     | 2      |
| gen.-giu. 2023     | Perugia            | B                  | 13         | 0          | CI              | -               | -               | -                  | -                  | -                  | -           | -           | -           | 13     | 0      |
| 2023-2024          | Carrarese          | C                  | 17+6       | 0+1        | CI              | 1               | 0               | -                  | -                  | -                  | -           | -           | -           | 24     | 1      |
| 2024-2025          | Carrarese          | B                  | 21         | 0          | CI              | 2               | 0               | -                  | -                  | -                  | -           | -           | -           | 23     | 0      |
| Totale Carrarese   | Totale Carrarese   | Totale Carrarese   | 38+6       | 0+1        |                 | 3               | 0               |                    | -                  | -                  |             | -           | -           | 47     | 1      |
| Totale carriera    | Totale carriera    | Totale carriera    | 219        | 6          |                 | 14              | 1               |                    | 1                  | 0                  |             | -           | -           | 234    | 7      |

### Cronologia reti e presenze in nazionale
| Cronologia completa delle presenze e delle reti in nazionale ― Italia under 21 | Cronologia completa delle presenze e delle reti in nazionale ― Italia under 21 | Cronologia completa delle presenze e delle reti in nazionale ― Italia under 21 | Cronologia completa delle presenze e delle reti in nazionale ― Italia under 21 | Cronologia completa delle presenze e delle reti in nazionale ― Italia under 21 | Cronologia completa delle presenze e delle reti in nazionale ― Italia under 21 | Cronologia completa delle presenze e delle reti in nazionale ― Italia under 21 | Cronologia completa delle presenze e delle reti in nazionale ― Italia under 21 |
| Data                                                                           | Città                                                                          | In casa                                                                        | Risultato                                                                      | Ospiti                                                                         | Competizione                                                                   | Reti                                                                           | Note                                                                           |
| ------------------------------------------------------------------------------ | ------------------------------------------------------------------------------ | ------------------------------------------------------------------------------ | ------------------------------------------------------------------------------ | ------------------------------------------------------------------------------ | ------------------------------------------------------------------------------ | ------------------------------------------------------------------------------ | ------------------------------------------------------------------------------ |
| 2-6-2016                                                                       | Venezia                                                                        | Italia under 21                                                                | 0 – 1                                                                          | Francia under 21                                                               | Amichevole                                                                     | -                                                                              | 70’                                                                            |
| 10-8-2016                                                                      | San Benedetto del Tronto                                                       | Italia under 21                                                                | 0 – 0                                                                          | Albania under 21                                                               | Amichevole                                                                     | -                                                                              | 89’                                                                            |
| 10-11-2016                                                                     | Southampton                                                                    | Inghilterra under 21                                                           | 3 – 2                                                                          | Italia under 21                                                                | Amichevole                                                                     | -                                                                              | 90+2’                                                                          |
| Totale                                                                         |                                                                                | Presenze                                                                       | 3                                                                              |                                                                                | Reti                                                                           | 0                                                                              |                                                                                |